# Popular music britannica

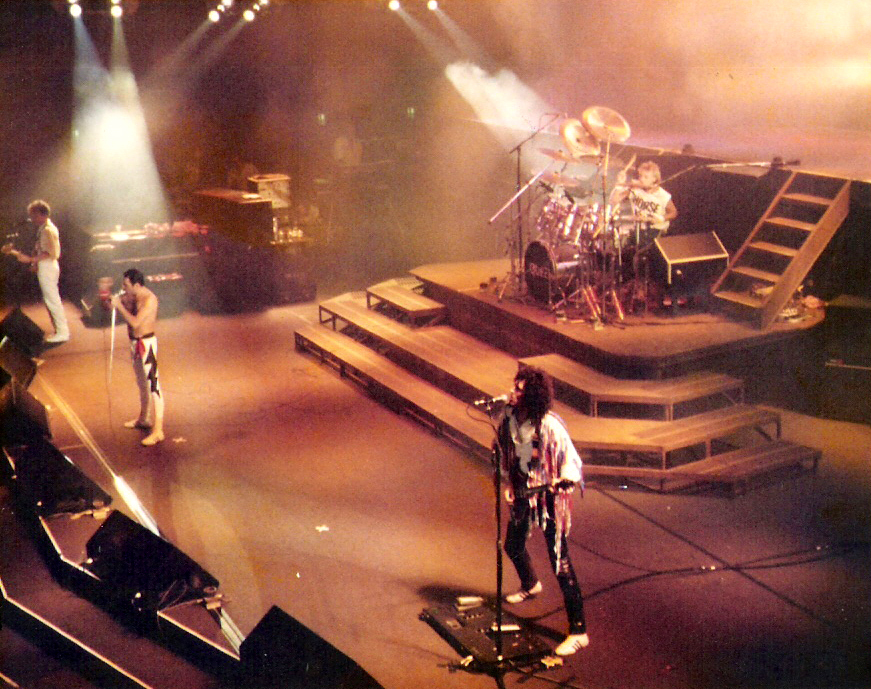
I Queen in concerto (1984)

La Popular music britannica (dall'inglese British popular music), a cui ci si può riferire anche con il più italiano musica popolare britannica, è un genere musicale che riguarda la tradizione della popular music prodotta in Gran Bretagna. La popular music può essere definita in molti modi, ma generalmente viene definita come quella categoria musicale che non fa parte di una tradizione a trasmissione scritta come la musica colta, ne di una tradizione a trasmissione orale come la musica tradizionale, utilizzando invece i mezzi di trasmissione tipici dell'industria musicale, includendo la musica folk contemporanea, il jazz, la musica pop e la musica rock. Queste forme musicali sono particolarmente floride in Gran Bretagna, tanto che, come è stato più volte detto, hanno enormemente influenzato la popular music delle aree di controllo britannico come gli Stati Uniti, il Canada e l'Australia, in cui vi era già una predisposizione linguistica e culturale, dimostrando una capacità di invenzione, innovazione e contaminazione facendola partecipe di alcuni degli sviluppi fondamentali di questo genere musicale. Questo fu particolarmente vero a partire dagli anni '60, quando con la British invasion inaugurata dai Beatles, i musicisti Britannici trovarono maggiori spazi di sviluppo per la musica pop e rock. Tali forme musicali furono poi rivisitate in molti modi, originando così diverse linee di ricerca musicale sviluppate da musicisti britannici: blues rock, heavy metal, progressive rock, punk rock, electric folk, folk punk, acid jazz, drum and bass, grime, dubstep e Britpop.

## Fine '800 - inizio '900: Le prime forme di popular music britannica

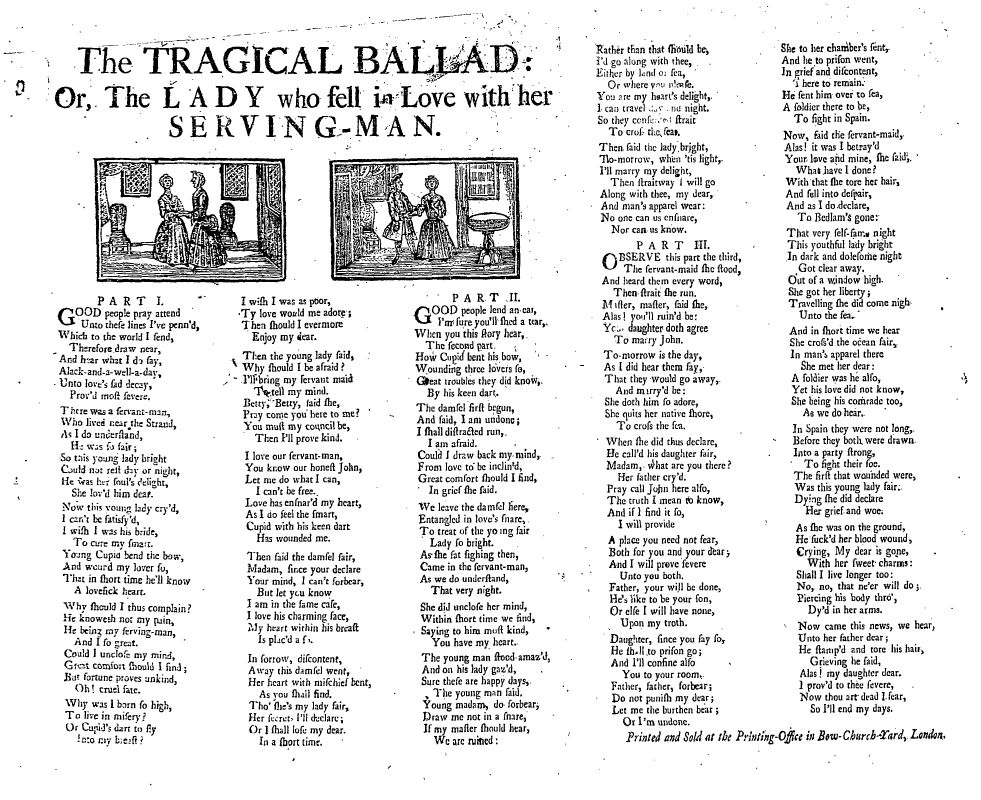
Una ballata del XVIII secolo

L'industria della musica, ed il suo mercato, evolsero progressivamente durante il XVIII° e XIX° secolo con la diffusione della stampa di spartiti, che in questo periodo venivano venduti in modo sempre più economico. Ulteriori trasformazioni tecnologiche, economiche e sociali guidarono nuove forme musicali nel XIX° secolo, come le bande musicali, che produssero una forma di musica classica più popolare e comune. Allo stesso modo i Music-hall iniziavano a produrre intrattenimento per la società urbanizzata, adattando le forme musicali esistenti a nuovi modi di fare canzone e musica popolare. Negli anni '30, l'influenza del jazz americano portarono alle orchestre da ballo britanniche, che produssero una predisposizione sociale ed una musica popolare che gradualmente divenne dominante nelle occasioni sociali e nelle trasmissioni radiofoniche.

## La popular music britannica negli anni '50
Dal 1950 forme autoctone di popular music britannica tracciarono una strada per una propria evoluzione musicale a partire dalle influenze americane del jazz, dello swing e del pop tradizionale che erano sbarcati nell'isola con la diffusione di film e dischi. I cambiamenti della metà degli anni '50 furono determinati dall'impatto con il rock and roll americano, che fornì un nuovo modello musicale e di registrazione basato sul mercato giovanile. Inizialmente il dominio dei modelli americani era piuttosto pervasivo, ma ben presto cominciarono a distinguersi nuovi approcci britannici, che spesso riprendevano le forme dello Skiffle, in un'ottica di rivalutazione del folk che portarono a formule nazionali di rock and roll britannico.

## La popular music britannica negli anni '60

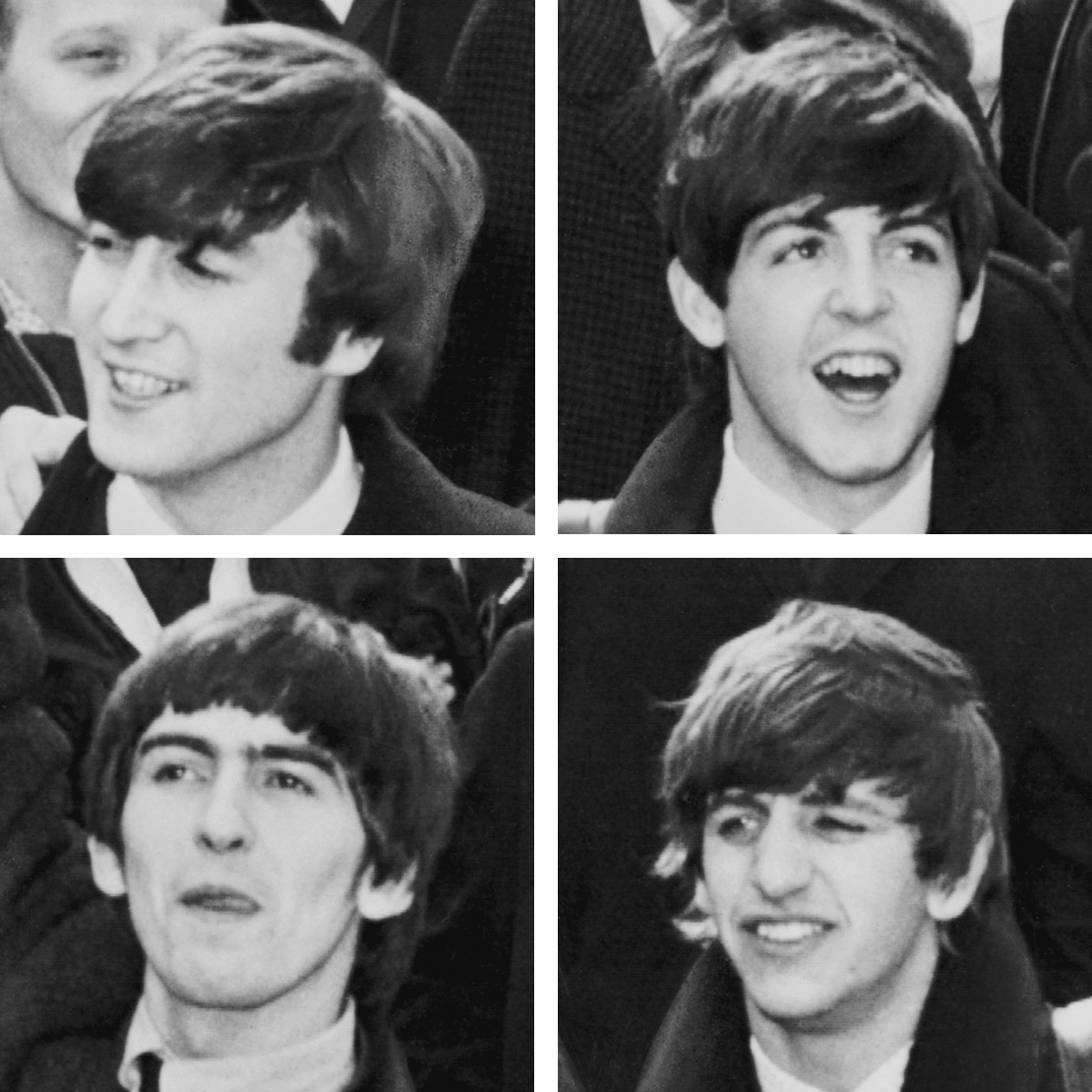
The Beatles

Nei primi anni '60 la Gran Bretagna sviluppò una variabile nazionale dell'industria musicale ed iniziò a produrre forme di musica americana riadattate come la musica beat, il blues britannico ed il rhythm and blues britannico, che furono riesportate in America da gruppi come The Beatles e Rolling Stones, rendendo gli inglesi compartecipi nella creazione di una popular music dominante. Lo sviluppo del British blues rock aiutò a rivitalizzare la musica rock ed a creare una distinzione tra le categorie di musica pop e musica rock, tanto che nella seconda metà degli anni '60 le band inglesi erano in prima linea nella creazione del nuovo genere chiamato hard rock. E, nel contesto musicale britannico degli anni '60, spicca, tra gli altri, la figura di Dusty Springfield.

## La popular music britannica negli anni '70

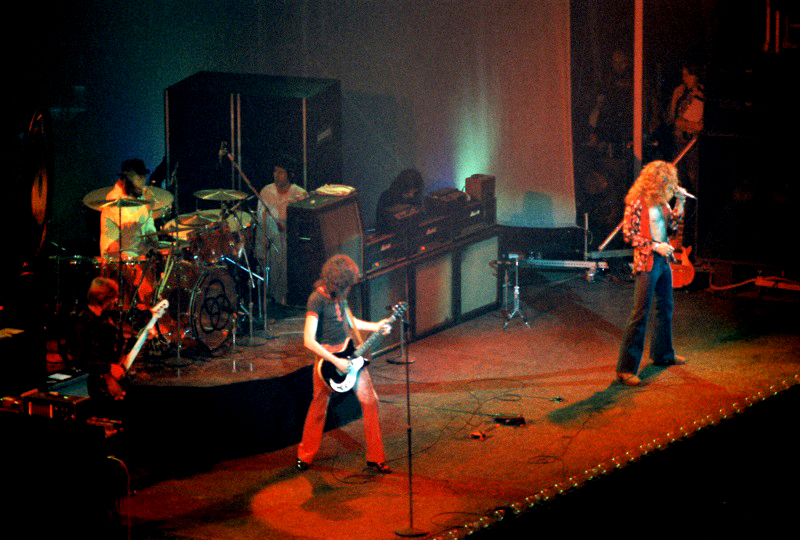
Led Zeppelin in concerto nel 1975

Negli anni '70 i musicisti della Gran Bretagna si dedicarono per la maggior parte alle nuove forme musicali emerse dal blues rock sul finire degli anni '70, compresi il folk rock ed il rock psichedelico. Vari sottogeneri furono comunque creati in questo periodo, seguendo le linee possibili della musica rock e tra queste l'electric folk ed il glam rock, seguendo un processo che vide il suo apogeo nel rock progressivo, oltre che in uno dei sottogeneri più duraturi come l'heavy metal. Mentre il jazz vide un forte calo della sua popolarità, in Gran Bretagna divennero sempre più influenti alcuni aspetti della world music compresa la musica jamaicana, che venne a formare una nuova scena musicale ed un nuovo sottogenere. Verso la metà del decennio l'influenza del pub rock guidò sempre più il gusto inglese verso il punk rock, che spazzò via gran parte della popular music precedente, rimpiazzandola con la new wave ed il post punk, i cui gruppi mescolavano diverse forme ed influenze musicali con risultati che furono poi dominanti nel decennio successivo.

## La popular music britannica negli anni '80

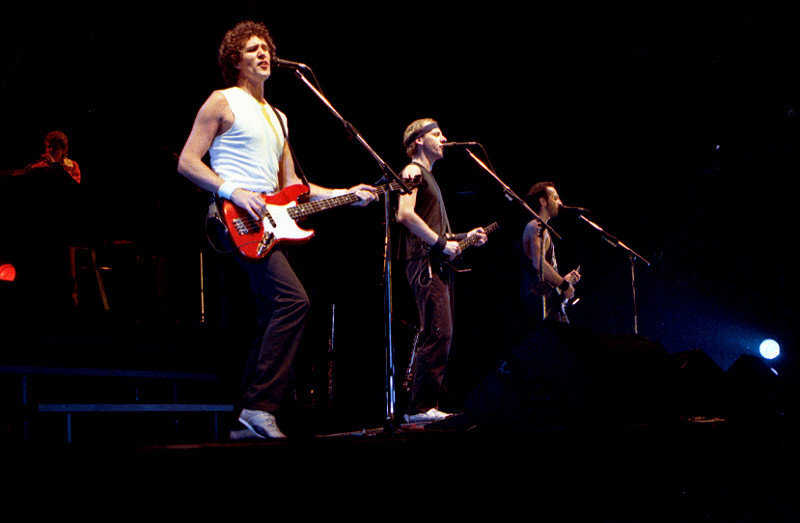
Dire Straits nel 1985.

Le musiche rock e pop degli anni '80 furono costruite sui movimenti new wave e post punk, incorporando diverse fonti di ispirazione da vari sottogeneri e ciò che oggi viene classificato come world music nelle forme della musica giamaicana e musica indiana, come fece il jazz britannico, con una serie di musicisti neri britannici che crearono una nuova fusione di generi chiamata acid jazz. Altri musicisti invece esplorarono le possibilità delle nuove tecnologie e dei cambiamenti sociali creando nuove forme di musica elettronica e synthpop. Nella prima parte del decennio, quando sottogeneri come l'heavy metal continuavano ad evolvere separatamente, ci furono importanti incroci tra il rock e forme di popular music più commerciale, con molte band più "serie" come Queen, The Police e UB40 che realizzarono importanti successi di classifica. L'avvento di MTV e del video contribuirono poi a costruire quella che fu poi vista come la seconda British invasion, con i gruppi inglesi che venivano preferiti a quelli statunitensi in America. Tuttavia, sul finire del decennio ci fu una notevole frammentazione dell'offerta musicale con nuove forme e sottoculture come l'hip hop e la house music, mentre le classifiche erano ancora dominate da artisti pop. La nascita della scena indie rock fu in parte una risposta a questo dominio del pop, e demarcò una presa di distanza dalle etichette major e marcò l'importanza delle scene locali come quella di Madchester e di sottogeneri come il gothic rock.

## La popular music britannica negli anni '90
Negli anni '90, quando le classifiche dei singoli erano dominate da "boy band" e "Girl group" come i Take That e le Spice Girls, il soul britannico e la musica anglo-indiana videro il loro livello più alto di successo nella cultura dominante, mentre la nascita della world music aiutò la popolarità dei vari revival della musica folk. Anche il rock elettronico di band come The Prodigy e Chemical Brothers iniziò a riscuotere una discreta risonanza. Mentre l'alternative rock raggiunse livelli commerciali da mainstream mentre uscivano dalla scena di Madchester il dream pop, lo shoegazing, il post rock e l'indie pop, che precedettero il successo commerciale di band Britpop come Blur ed Oasis, seguiti poi da band post-Britpop come Travis e Feeder, che aprirono la strada ai Snow Patrol o ai Coldplay.